# Difosgen
Difosgen (systematický název trichlormethyl-chlormethanoát) je sloučenina se vzorcem ClCO2CCl3. Tato bezbarvá kapalina je důležitým chemickým činidlem v organické syntéze. Difosgen je příbuznou látkou fosgenu, lépe se s ním však zachází, protože je za normálních podmínek kapalina, kdežto fosgen je plyn.

## Výroba a použití
Difosgen se připravuje radikálovou chlorací methylchlorformiátu v UV záření.:
Cl-CO-OCH3 + 3 Cl2 —(hv)→ Cl-CO-OCCl3 + 3 HCl
Další metodou je radikálová chlorace methylformiátu:
H-CO-OCH3 + 4 Cl2 —(hv)→ Cl-CO-OCCl3 + 4 HCl
Při zahřívání nebo katalyticky (na dřevěném uhlí) se difosgen rozkládá za vzniku fosgenu. To je užitečné pro reakce, kde se tradičně používá fosgen. Například to lze využít pro konverzi aminů na isokyanáty, sekundárních aminů na karbamoylchloridy, karboxylových kyselin na jejich chloridy nebo formamidů na isokyanidy. Difosgen poskytuje dva ekvivalenty fosgenu:
2 RNH2 + ClCO2CCl3 → 2 RNCO + 4 HCl
S α-aminokyselinami difosgen poskytuje chlorid-isokyanáty kyselin (OCNCHRCOCl) nebo anhydridy N-karboxy-aminokyselin, v závislosti na podmínkách. Na vlhkém vzduchu difosgen hydrolyzuje za uvolňování HCl.
Difosgen zaujal místo fosgenu v některých velkoobjemových průmyslových procesech, například výroby (di-)isokyanátů z aminů, protože se s ním bezpečněji zachází.

## Chemické zbraně
Difosgen byl původně vyvinut jako dusivá bojová otravná látka pro chemické zbraně, a to několik měsíců po prvním použití fosgenu. Byl použit během 1. světové války jako otravný plyn v dělostřeleckých granátech. První použití na bitevním poli bylo zaznamenáno v květnu 1916. Difosgen byl schopen ničit filtry tehdy používaných ochranných masek.

## Bezpečnost
Difosgen má poměrně vysoký tlak par (1,3 kPa při 20 °C) a při cca 300 °C se rozkládá na fosgen. Nebezpečnost difosgenu je proto podobná jako u fosgenu.